# دونات رايموند
دونات رايموند (بالإنجليزية: Donat Raymond)‏ هو سياسي كندي، ولد في 3 يناير 1880 في كيبك في كندا، وتوفي في 5 يونيو 1963. حزبياً، نشط في الحزب الليبرالي الكندي. وقد انتخب عضو مجلس الشيوخ الكندي.